# کاروا جزیره گانت
کاروا جزیره گانت (به لاتین: Karewa / Gannet Island) یک جزیره در نیوزیلند است که در وایکاتو واقع شده‌است. کاروا جزیره گانت  ۰ نفر جمعیت دارد و ۱۵ متر بالاتر از سطح دریا واقع شده‌است.